# سفیدبرفی (دیزنی)
سفیدبرفی (به انگلیسی: Snow White) یک شخصیت تخیلی و شخصیت اصلی از سفید برفی و هفت کوتوله (۱۹۳۷) اولین فیلم پویانمایی بلند والت دیزنی پروداکشنز است. صداپیشگی او ابتدا آدریانا کازلوتی بود. شخصیت سفیدبرفی برگرفته از یک افسانه است که از بسیاری از کشورها در اروپا شناخته شده‌است و شناخته‌شده‌ترین نسخهٔ آن در سال ۱۸۱۲ توسط برادران گریم جمع‌آوری شد.
سفیدبرفی اولین پرنسس دیزنی و اولین شخصیت زن خیالی با ستاره‌ای در پیاده‌روی مشاهیر هالیوود است. او الهام‌بخش خصوصیات مشابه در قهرمانان زن آیندهٔ دیزنی، مانند آواز خواندن و برقراری ارتباط با حیوانات شد و از اینرو لقب «زیباتر از همه» به او نسبت داده می‌شود.
پس از کاسلوتی، او توسط جین پاول، آیلین وودز، دوروتی وارنکولد، جون فوری، مری کی برگمن، کارولین گاردنر، ملیسا دیزنی، کتی فون وقتی، و پاملا ریبون صداپیشگی شد و به صورت زنده توسط استفانی بنت (بازماندگان) اجرا شد. ریچل زگلر نسخهٔ لایو اکشن این شخصیت را در اقتباس لایو اکشن فیلم اصلی سال ۱۹۳۷ به تصویر خواهد کشید که قرار است در سال ۲۰۲۵ منتشر شود.

## ظواهر

### درسفیدبرفی و هفت کوتوله
سفیدبرفی اولین بار در فیلم سفیدبرفی و هفت کوتوله (۱۹۳۷) ظاهر شد. در «سرزمینی دیگر، بسیار دور» در «سال‌های بسیار دور»، دربارهٔ زمان افسانه‌های قلعه‌ها، شوالیه‌ها، دوشیزگان زیبا، عشق، جادو و جادوگران، یک زن زیبای اسرارآمیز و یخی با قدرت‌های جادویی (بروشور تبلیغاتی ۱۹۳۸ نشان می‌دهد که او می‌تواند جادوگری انجام دهد و «جسم و روح خود را به ارواح بد فروخته» از کوه‌های هارتز آلمان) موقعیت سلطنتی خود را با ازدواج با پادشاهی بیوه قبل از مرگش به دست آورده‌است تا بر پادشاهی او حکومت کند. «از آن زمان به بعد ملکه ظالم به تنهایی حکومت کرد، هر کلمه او قانون بود، و همه از ترس فانی از خشم او می‌لرزیدند.» ملکه ظالم یک آینهٔ جادویی داشت که با آن می‌توانست به هر چیزی که می‌خواست نگاه کند. آینه سحرآمیز یک چهره خالی از سکنه و دودی از دیو آشنا را نشان می‌دهد که به درخواست‌های ملکه پاسخ می‌دهد. او مرتباً از آینه می‌پرسد که در قلمرو چه کسی زیباترین است («آینهٔ جادویی روی دیوار، چه کسی زیباترین از همه است؟» که اغلب به اشتباه به عنوان «ای آینه ای آینه، زیباترین از همه کیست» نقل می‌شود)، و آینه همیشه پاسخ می‌دهد که او هست. ملکه قدرت جادویی را فقط بر قلمرو خود، که قلعه است را دارد.
در این فیلم، سفیدبرفی در ابتدا به عنوان زندگی زیر دست نامادری شرور و ظالمش، ملکهٔ شرور، به تصویر کشیده می‌شود که سفیدبرفی را مجبور می‌کند تا به کارهای پست بپردازد، از ترس از اینکه روزی زیبایی سفیدبرفی از زیبایی او بیشتر شود. پس از سال‌ها، آینه جادویی ملکه تأیید می‌کند که سفیدبرفی «زیباترین از همه» است، که باعث می‌شود ملکه سفیدبرفی را بیرون کند و شکارچی را بفرستد تا او را بکشد. اما زمانی که او نمی‌تواند خود را مجبور به انجام این کار کند، شکارچی به سفیدبرفی کمک می‌کند تا به جنگل فرار کند. سفیدبرفی به‌طور تصادفی به خانه هفت کوتوله می‌رسد که با خوشحالی به او کمک می‌کنند.
ملکه متوجه می‌شود که سفیدبرفی جان سالم به در برده‌است، بنابراین از جادو استفاده می‌کند تا خود را به‌عنوان یک قلاده پیر درآورد و سیبی مسموم ایجاد می‌کند که هر کسی را که آن را می‌خورد، در «خواب مرگ» قرار می‌دهد طوری که فقط یک بوسهٔ عشق واقعی طلسم را می‌شکند. وقتی کوتوله‌ها دور می‌شوند، هاگ به کلبه کوتوله‌ها می‌رسد و به سفیدبرفی سیب مسموم را پیشنهاد می‌کند، غافل از اینکه بداند که ملکه در لباس مبدل است. سفیدبرفی سیب را گاز می‌زند و به کما می‌رود. پس از کشف آنچه که اتفاق افتاده‌است، کوتوله‌ها ملکه را دنبال می‌کنند. دعوای کوتاهی رخ می‌دهد و ملکه کشته می‌شود. کوتوله‌ها با اعتقاد به مرده او نیز یک قبر باز برای سفیدبرفی می‌سازند تا روی آن استراحت کند. زمان می‌گذرد و پرنس چارمینگ با سفیدبرفی روبرو می‌شود. غمگین از مرگ ظاهری او، او را می‌بوسد و باعث بیدار شدن او می‌شود. در حالی که هفت کوتوله با شادی می‌رقصند، سفیدبرفی و شاهزاده می‌روند تا همیشه با خوشحالی با هم زندگی کنند.

### سایر ظواهر

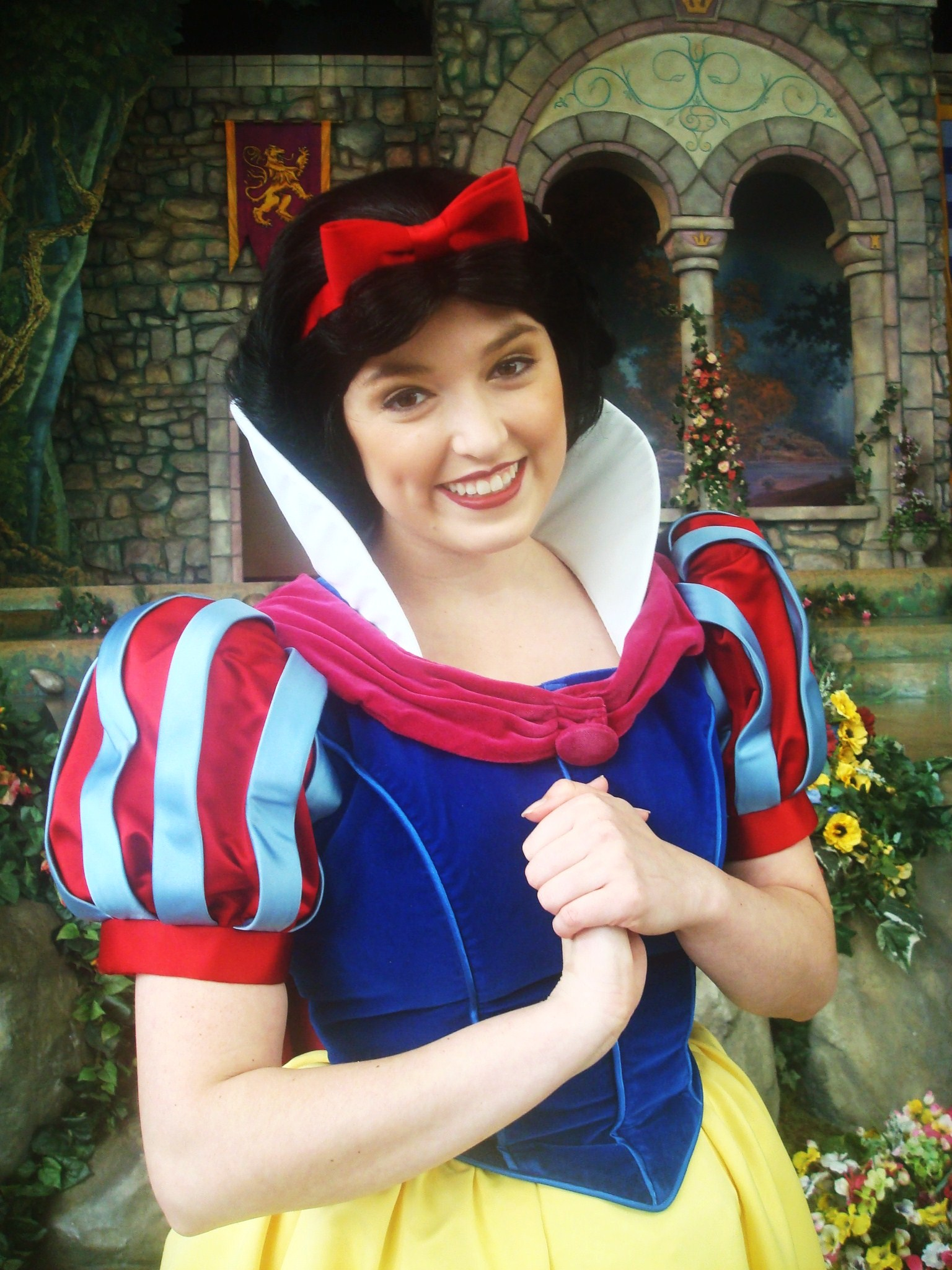
سفیدبرفی، پرنسس دیزنی در دیزنی‌لند

بازیگر و رقصنده جوآن دین کیلینگزورث اولین کسی بود که در سال ۱۹۵۵ سفیدبرفی را در دیزنی‌لند به تصویر کشید. او برای بازی در نقش سفیدبرفی برای افتتاحیه دیزنی‌لند در ۱۷ ژوئیه ۱۹۵۵ استخدام شد. سفیدبرفی کیلینگزورث تنها پرنسس دیزنی بود که در اولین رژه دیزنی‌لند در خیابان اصلی، ایالات متحده آمریکا در روز افتتاحیه، شناور خود را داشت. از زمان اولین بازی کیلینگزورث در سال ۱۹۵۵ در نقش سفیدبرفی، بیش از ۱۰۰ بازیگر زن این شخصیت را در دیزنی‌لند بازی کرده‌اند.
ماجراهای ترسناک سفیدبرفی یک سواری تاریک است که به پرنسس و داستان او در پارک‌های موضوعی دیزنی‌لند، دیزنی‌لند توکیو و دیزنی‌لند پاریس اختصاص دارد. این مکان در فانتزی‌لند واقع شده‌است و یکی از معدود جاذبه‌های باقی مانده در روز افتتاحیه دیزنی‌لند در سال ۱۹۵۵ است. این سواری در مه ۲۰۱۲ به عنوان بخشی از گسترش سرزمین فانتزی جدید در والت دیزنی ورلد بسته شد.
او همچنین در میز سلطنتی سیندرلا در پادشاهی جادویی و در رستوران آکرشوسدر اپکات ظاهر می‌شود. در کالیفرنیا، سفیدبرفی را می‌توان در دید و بازدید با پرنسس در فانتری‌لند در پارک دیزنی‌لند، در خیابان اصلی ایالات متحده آمریکا، در کنار چاه آرزو در کنار قلعه یا در غار آریل در ماجراجویی کالیفرنیا پیدا کرد. در دیزنی‌لند پاریس، سفیدبرفی اغلب می‌تواند در غرفه پرنسس در فانتری‌لند در پارک دیزنی‌لند باشد. در هنگ کنگ، او اغلب در کنار چاه آرزو است. در توکیو، سفیدبرفی اغلب در سرزمین فانتزی یا بازار جهانی ظاهر می‌شود. در دیزنی کروز لاین، گاهی اوقات سفیدبرفی، بسته به کشتیرانی، ظاهر می‌شود.
سفیدبرفی یکی از اعضای رسمی خط پرنسس دیزنی است، یک فرنچایز برجسته که برای دختران جوان کارگردانی می‌شود. این فرنچایز طیف گسترده‌ای از کالاها، از جمله مجلات، آلبوم‌های موسیقی، اسباب بازی‌ها، لباس‌ها و لوازم التحریر را پوشش می‌دهد.
علاوه بر حضور در بازی‌های ویدیویی مرتبط با رسانه‌های فرنچایز پرنسس دیزنی و همچنین حضور در نمایش تلویزیونی خانه ماوس، سفیدبرفی همچنین در مجموعه محبوب کینگدم هارتس به عنوان یکی از شاهزاده‌های قلب دیزنی ظاهر می‌شود. او اولین بار در اولین کینگدم هارتس به عنوان یک پرنسسی که توسط مالیفیسنت اسیر شده بود ظاهر شد. او نقش خود را از این فیلم در بازی ویدیویی بعدی این سری تکرار کرد. سفیدبرفی همچنین در بازی ویدیویی دنیای جادویی دیزنی ظاهر می‌شود که شامل مبلمان و لباس‌های متعدد مربوط به شخصیت است. مری جو سالرنو نقش سفیدبرفی را در اقتباس موزیکال دهه ۱۹۷۰ آغاز کرد.
در فصل ششم سریال کمدی فول هاوس، سفیدبرفی در قسمت ۲ ظاهر شد. سفیدبرفی همچنین در فیلم‌های چه کسی برای راجر رابیت پاپوش دوخت؟ (۱۹۸۸) و شیرشاه یک و نیم (۲۰۰۴) نقش آفرینی کرد. در سال ۲۰۱۴، سفیدبرفی به عنوان مهمان در سوفیای یکم، در «جشن طلسم» ظاهر شد. او به سوفیا می‌گوید که چگونه نامادری‌اش او را فریب داد و به سوفیا کمک کرد تا تشخیص دهد که یک جادوگر مهمان در واقع یک دشمن قدیمی، خانم نتل است. سفیدبرفی در کنار دیگر پرنسس‌های دیزنی در فیلم رالف اینترنت را خراب می‌کند ظاهر شد. او به همراه سایر پرنسس‌ها، در چیزی که واشینگتن پست به عنوان یک پارودی از «مجتمع صنعتی پرنسس دیزنی» توصیف می‌کند، به تصویر کشیده می‌شود و بعداً با لباس‌های مدرن الهام‌گرفته از پیشینه مربوطه‌شان دیده می‌شود.
در سریال تلویزیونی روزی روزگاری از ای‌بی‌سی، نسخهٔ جایگزین سفیدبرفی، دختر پادشاه لئوپولد و ملکه اوا و بعداً دخترخوانده ملکه شیطانی (رجینا میلز) است. او عشق واقعی پرنس چارمینگ، مادر اما سوان و شاهزاده نیل و مادربزرگ هنری پسر اما است. در استوری‌بروک، او در نقش مری مارگارت بلانچارد، معلم هنری میلز در مدرسه ابتدایی استوری‌بروک ظاهر می‌شود.

### درسفیدبرفی(فیلم ۲۰۲۵)
در ۳۱ اکتبر ۲۰۱۶، ورایتی گزارش داد که والت دیزنی پیکچرز در حال توسعه یک بازسازی لایو اکشن از سفیدبرفی و هفت کوتوله است و ارین کرسیدا ویلسون در حال مذاکره برای نوشتن فیلمنامه آن است. در ژوئن ۲۰۲۱، ریچل زگلر برای نقش سفیدبرفی، و گل گدوت در نوامبر برای نقش ملکه بدجنس انتخاب شدند. در ۱۲ ژانویه ۲۰۲۲، اعلام شد که اندرو برنپ برای نقش اصلی مرد به عنوان شخصیتی جدید به نام جاناتان انتخاب شده و فردی «رابین هود مانند» توصیف می‌شود که به عنوان عشق سفیدبرفی عمل می‌کند و «او را در نبرد همراهی می‌کند». نام فیلم همچنین به دلیل عدم حضور هفت کوتوله از فیلم اصلی به سفیدبرفی تغییر نام یافت. پیتر دینکلیج بازیگری که نوعی کوتاه‌قامتی دارد دربارهٔ بازسازی لایو اکشن ۲۰۲۵ سفیدبرفی اظهار نظر کرد و آن را به عنوان «داستانی عقب‌مانده» رد کرد.